# برایان هیگینز (تهیه‌کننده)
برایان هیگینز (انگلیسی: Brian Higgins؛ زادهٔ ۱۹۶۶) یک تهیه‌کننده موسیقی و ترانه‌سرا اهل بریتانیا است.
وی تهیه‌کننده آلبوم‌های خوانندگان و گروه‌هایی همچون پت شاپ بویز، سوگابابس، دنی مینوگ، د ستردیز، گرلز الاود، سوفی الیس-بکستور، کایلی مینوگ، بناناراما، ریچل استیونز و گابریلا چیلمی بوده است.